# Scărişoara (Olt)
Scărişoara é uma comuna romena localizada no distrito de Olt, na região de Oltênia. A comuna possui uma área de 44.92 km² e sua população era de 3216 habitantes segundo o censo de 2007.